# Severna Makedonija na Pesmi Evrovizije
Severna Makedonija nastopa na Pesmi Evrovizije od leta 1998. Prijavila se je sicer že leta 1996, vendar je izpadla že v internem kvalifikacijskem izboru. 
Makedonski predstavniki za pesem Evrovizije so bili izbrani na različnih natečajih: Skopje Fest (1996–2003, 2008−2011) in Nacionalen Eurosong (2004–2007). Posebne različice izbora:
1. Leta 2004 je bil Toše Proeski izbran s strani televizije in je zapel vse pesmi na nacionalnem izboru.
2. Leta 2005 je televizija izbrala dva tekmovalca, ki sta vsak zapela štiri pesmi na izboru.
3. Leta 2012 je bila k sodelovanju povabljena Kaliopi, ki si je sama izbrala pesem za Evrovizijo.

## Makedonski predstavniki
Makedonijo je na Evroviziji predstavljalo štirinajst različnih predstavnikov in sedemnajst nastopov. Med njimi je ena predstavnica nastopala dvakrat, ena pa trikrat. 

Predstavnica, ki je dvakrat nastopala, je Karolina Gočeva, leta 2002 in 2007

Predstavnica, ki je trikrat sodelovala, je Kaliopi. Prvič je sodelovala leta 1996, ko je bila ena izmed sedmih predstavnikov, ki jih je žirija izločila na radijskem predizboru. Tega leta Kaliopi ni stopila na evrovizijski oder in dosegla najslabši rezultat Makedonije. Kaliopi se je vrnila na Pesem Evrovizije 2012 s pesmijo "Crno i belo". Uvrstila se je v finale in veljala za favoritko med finalisti. Leta 2016 je Kaliopi s pesmijo Dona zasedla 11. mesto v 2. polfinalnem večeru in se ni uvrstila v finale.

Najboljši rezultat na tekmovanju je dosegla Tamara Todevska leta 2019, in sicer sedmo mesto.
| Leto | Finale               | Polfinale            | Izvajalec                          | Pesem                                        |
| 1996 | Se ne uvrsti         | 26.                  | Kaliopi                            | "Samo ti" (Само ти)                          |
| 1998 | 19.                  | Ni polfinalov        | Vlado Janevski                     | "Ne zori, zoro" (Не зори, зоро)              |
| 2000 | 15.                  | Ni polfinalov        | XXL                                | "100% te ljubam" (100% те љубам)             |
| 2002 | 19.                  | Ni polfinalov        | Karolina Gočeva                    | "Od nas zavisi" (Од нас зависи)              |
| 2004 | 14.                  | 10.                  | Toše Proeski                       | "Life"                                       |
| 2005 | 17.                  | 9.                   | Martin Vučić                       | "Make My Day"                                |
| 2006 | 12.                  | 10.                  | Elena Risteska                     | "Ninanajna" (Нинанајна)                      |
| 2007 | 14.                  | 9.                   | Karolina Gočeva                    | "Mojot svet" (Мојот свет)                    |
| 2008 | Se ne uvrsti         | 10.                  | Tamara, Vrčak in Adrian            | "Let Me Love You"                            |
| 2009 | Se ne uvrsti         | 10.                  | Next Time                          | "Nešto što kje ostane" (Нешто што ќе остане) |
| 2010 | Se ne uvrsti         | 15.                  | Gjoko Taneski, Billy Zver & Pejčin | "Jas ja imam silata" (Јас ја имам силата)    |
| 2011 | Se ne uvrsti         | 16.                  | Vlatko Ilievski                    | "Rusinka" (Русинкa)                          |
| 2012 | 13.                  | 9.                   | Kaliopi                            | "Crno i belo" (црно и бело)                  |
| 2013 | Se ne uvrsti         | 16.                  | Esma & Lozano                      | "Pred da se razdeni" (Пред да се раздени)    |
| 2014 | Se ne uvrsti         | 13.                  | Tijana                             | "To the Sky"                                 |
| 2015 | Se ne uvrsti         | 15.                  | Daniel Kajmakoski                  | "Autumn Leaves"                              |
| 2016 | Se ne uvrsti         | 11.                  | Kaliopi                            | "Dona" (Дона)                                |
| 2017 | Se ne uvrsti         | 15.                  | Jana Burčeska                      | "Dance Alone"                                |
| 2018 | Se ne uvrsti         | 18.                  | Eye Cue                            | "Lost and Found"                             |
| 2019 | 7.                   | 2.                   | Tamara Todevska                    | "Proud"                                      |
| 2020 | (festival odpovedan) | (festival odpovedan) | Vasil                              | "You"                                        |
| 2021 | Se ne uvrsti         | 15.                  | Vasil                              | "Here I Stand"                               |
| 2022 | Se ne uvrsti         | 11.                  | Andrea                             | "Circles"                                    |